# Isla Bolaños
La isla Bolaños es una pequeña isla ubicada en bahía Salinas, provincia de Guanacaste, en el Pacífico Norte de Costa Rica. La isla fue declarada refugio de fauna silvestre en 1981, puesto que protege sitios de anidación de ostrero americano y otras aves. Luego fue incorporada al Parque nacional Santa Rosa.

## Geología
Geológicamente, la isla está compuesta por capas sedimentarias de 40 millones de años de edad. En general, presenta una topografía irregular. La parte este de la isla posee una pequeña playa.
La isla Bolaños es un islote rocoso de 81 m de altura, con una superficie de 25 ha, localizada a 1.5 km de punta Descartes.

## Clima
Registra temperaturas anuales de 27 °C, con precipitaciones anuales menores a 1.500 mm, más intensas de mayo a noviembre. Por su localización, es fuertemente azotada por los vientos del Pacífico.

## Ecología
Posee un bosque muy seco de tipo achaparrado, caduco, con árboles de mediana altura (flor blanco, alfajillo), que pierde sus hojas en verano. También se encuentran arbustos difíciles de penetrar, de hasta 2 m de altura, que impiden el crecimiento de otras especies al impedir la presencia de material orgánico en el suelo. Otras especies halladas en la isla son árboles medianos como fragipani y balsa. 
La importancia ecológica de la isla radica en que es el único sitio conocido donde anidan los ostreros americanos y las tijeretas de mar, además del pelícano pardo.

## Legislación
El refugio fue declarado en 1981 con el Decreto Ejecutivo n.º 12307. Posteriormente cambió su categoría de administración y fue incorporada al Área de Conservación Guanacaste como una sección del parque nacional Santa Rosa, el 30 de septiembre de 1991 mediante Decreto Ejecutivo # 20792- MIRENEM, administrada por el Sistema Nacional de Áreas de Conservación de Costa Rica.

## Turismo
Algunas compañías de turismo de la zona de Guanacaste ofrecen tours para visitar la isla.

## Conflicto limítrofe

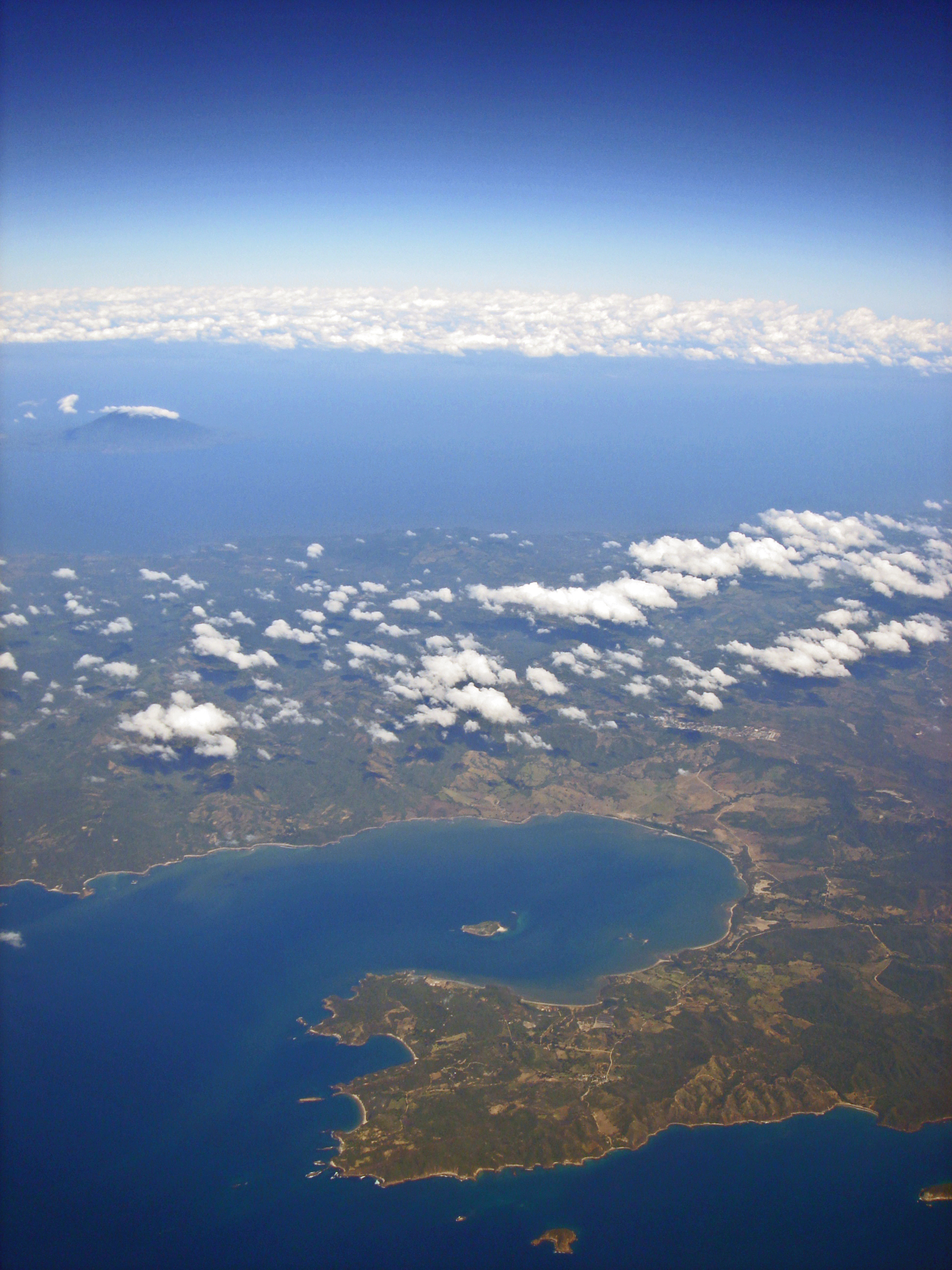
Ubicación de la Isla Bolaños en la Bahía Salinas

El día martes 5 de julio de 2016, el diario costarricense La Nación dio a conocer que el gobierno de Nicaragua había reclamado la copropiedad de la isla Bolaños en un litigio de límites presentado ante la Corte Internacional de Justicia de La Haya en diciembre de 2015, litigio que enfrenta a Nicaragua y Costa Rica por su frontera en el océano Pacífico. Tal reivindicación fue incluida dentro de los alegatos que el gobierno nicaragüense presentó a ese tribunal con sede en La Haya, Holanda, para refutar la demanda que Costa Rica interpuso en febrero del 2014 para definir los límites marítimos entre los dos países, tanto en el Pacífico como el Caribe. La aseveración fue rechazada de plano por Costa Rica por parte de su canciller Manuel González, que señaló el reclamo como "injustificado", y entregó una nota a su homólogo nicaragüense Samuel Santos López, en la que insiste que Nicaragua no tiene ningún derecho sobre la isla y que es la primera vez que hace tal reivindicación en la historia. El canciller costarricense también señaló que, si bien bahía Salinas si es copropiedad con Nicaragua, el límite entre ambos países, según el tratado Cañas-Jerez, se establece por la boca de la bahía, por lo que la soberanía costarricense sobre la isla no estaría en discusión.
Para un analista internacional consultado por el mismo diario, la isla sería el punto de referencia para indicar dónde inicia el territorio costarricense, y que, aunque el tratado no menciona explícitamente que la isla pertenezca a Costa Rica, siempre se ha interpretado "que todo lo que está abajo y a la derecha de la línea que va desde el costarricense río Sapoá hasta el centro de bahía Salinas es de Costa Rica (mar, islas, islotes, rocas) y lo que está arriba y a la izquierda es de Nicaragua". Para el diario nicaragüense La Prensa, el conflicto limítrofe se produce luego de que el gobierno nicaragüense comenzara a promocionar zonas para exploración petrolera en el Caribe y el Pacífico, puesto que el gobierno costarricense considera que muchos de estos bloques pueden estar en su territorio. El 16 de diciembre de 2015 La Haya se había pronunciado sobre otro conflicto limítrofe entre ambos países, ratificando la soberanía de Costa Rica sobre una isla en el mar Caribe.